# 李青萍 (1910年)
李青萍（1910年—1984年），男，陕西佳县人，中华人民共和国政治人物，曾任中国人民银行宁夏省、甘肃省、宁夏回族自治区分行行长，宁夏回族自治区政协副主席。